# Buergers sjukdom
Buergers sjukdom, som även brukar benämnas Thromboangiitis Obliterans (TAO) eller Morbus Buerger (MB), är en sjukdom vars uppkomst är okänd men som brukar vidareutvecklas främst hos människor som använder eller exponeras för tobak. Den beskrevs först av Felix von Winiwarter år 1879 men vidareutvecklades mer detaljerat 29 år senare av den amerikanska läkaren Leo Buerger efter att ha undersökt 11 amputerade ben samt armar.
Det handlar om en fortskridande inflammation vilken drabbar både små och medelstora artärer, vener samt nerver lokaliserade i armar och ben, ibland berörs även tarmarna.

## Tobakens inverkan
Människor i länder där tobaksförbrukningen är hög drabbas oftare av denna sjukdom. I Indiens låga samhällsklasser är sjukdomen väldigt vanlig, detta på grund av deras användning av råtobak som de framställer hemmagjorda cigaretter av. 

## Riskgrupper
De som framförallt påverkas av denna sjukdom är unga män vilka haft symtomen innan 40-45 års ålder. Fast under senare tid har det blivit färre män som drabbats och istället har det skett en ökning av 11-23% hos kvinnor.

## Symtom
Sjukdomens symtom brukar oftast först inledas med syrebrist i de små artärerna samt venerna som finns långt ut på extremiteterna. Efter vidareutveckling av sjukdomen drabbas även de mer centrala kärlen. Klaudikatio vilket innebär syrebristsymtom vid rörelse i fötter, ben, armar och händer, brukar vara det patienter oftast först söker hjälp för. Med tiden ökar syrebristen i vader och ger syrebristsmärta och sårbildningar i fötter, tår samt fingrar.

## Behandling
Det enda som idag är bevisat förhindrar vidareutvecklingen av denna sjukdom är att helt och hållet sluta med all användning av tobak. Man ska även undvika att använda tuggtobak, snus eller annat nikotin￼ersättande medel då detta kan hålla kvar sjukdomen. Det är avgörande för patienten att sluta röka på grund av risken av amputation. Andra metoder som dock inte ses lika effektiva är att injicera ett kärlvidgande ämne eller använda propplösande läkemedel.